# Xinit
xinit è il programma che permette di lanciare manualmente un server X. startx è un script front-end per xinit.
Se non è configurato un file xinitrc, viene eseguito xterm. La terminazione di tale processo porta alla chiusura del server X. Lo script startx può prendersi carico dell'esecuzione di vari processi, tra cui il window manager ed il desktop environment.